# Natuurschoonwet
De Natuurschoonwet (afkorting: NSW) is een Nederlandse wet die fiscale voordelen geeft aan eigenaars, vruchtgebruikers en erfpachters van landgoederen.

## Natuurschoonwet 1928
De wet is in 1928 in het leven geroepen met de bedoeling er voor te zorgen dat landgoederen in stand blijven. Het belang van het natuurschoon staat hierbij voorop. Men wilde voorkomen dat bij verkrijging of vererving van een landgoed overdrachtsbelasting of successierecht betaald moest worden; de eigenaar zou dan genoopt worden om een deel van het landgoed te verkopen om aan de benodigde liquiditeiten te komen. De wet kan ook van toepassing zijn op nieuw ontwikkelde landgoederen en met natuur gestoffeerde zaken als golfbanen.

## Voorwaarden
Een landgoed kan onder deze wet gerangschikt worden als het een aaneengesloten gebied van minstens 5 ha omvat en voor minstens 30% uit bos of andere natuur bestaat. Een historische buitenplaats kan worden gerangschikt als zij meer dan 1 ha groot is.

### Openstelling
Op een landgoed dat onder de Natuurschoonwet valt moet per ha bos 50 m wandelpad en per ha overig terrein 25 m wandelpad voor het publiek open staan. Dit wordt aangegeven met de bekende borden opengesteld. Er mag een gering toegangsgeld worden gevraagd.
Een opengesteld landgoed moet het gehele jaar elke dag van zonsopkomst tot zonsondergang toegankelijk zijn voor wandelaars. Onder voorwaarden mag een beperkte toegangsprijs worden gevraagd. De volgende regels mogen aan de bezoekers worden opgelegd:
- Het is niet toegestaan zich buiten de wegen en paden te begeven.
- Het is, onverminderd andere verbodsbepalingen in wetten of verordeningen, verboden bloemen, bladeren en vruchten te plukken of te vervoeren, takken af te snijden, bomen, struiken en andere gewassen te beschadigen, hout te sprokkelen, te zwemmen, vuur te maken, in droge tijd te roken, het wild of vogels te verontrusten, te vissen, orde en rust te verstoren, papier en ander afval achter te laten, alsmede loslopende honden bij zich te hebben.[4]

## Belastingvoordelen
- De grond die tot een landgoed behoort is vrijgesteld van OZB en hoeft niet tot de bezittingen te worden gerekend in box 3 van de inkomstenbelasting
- Een woning die tot een landgoed behoort wordt lager gewaardeerd voor OZB en box 1 van de inkomstenbelasting
- Een stichting of BV die eigenaar is van een landgoed hoeft soms minder of geen vennootschapsbelasting te betalen ("Natuurschoonwet-lichamen')
- Bij de verkoop van een landgoed hoeft geen overdrachtsbelasting betaald te worden (art. 9a NSW)
- Bij vererving of schenking van een landgoed hoeft minder erfbelasting c.q. schenkbelasting betaald te worden. De waarde van een opengesteld landgoed wordt voor de bepaling van deze rechten op nul gesteld.
- Van ongebouwde onroerende zaken (een stuk grond) binnen een NSW-landgoed hoeft tenslotte geen WOZ-waarde te worden vastgesteld

De belastingvoordelen moeten pro rata worden terugbetaald als een landgoed binnen 25 jaar na de verkrijging ervan ophoudt als zodanig te bestaan. In de praktijk pleegt dan ook een kettingbeding in de notariële akte van levering van een landgoed te worden opgenomen om ervoor te zorgen dat de verkrijger bij statusverlies de verschuldigde belasting alsnog betaalt. De landgoedstatus is daarom iets dat voor een lange periode speelt. Daarom blijven landgoederen vaak als zodanig bestaan nadat zij zijn aangekocht door Natuurmonumenten of Provinciale Landschappen.
De terugbetalingsverplichting geldt niet als het landgoed bij vererving wordt gesplitst en de delen elk worden gerangschikt. Ook is een gezamenlijke rangschikking in de vorm van een aanleun- of samenwerkrangschikking mogelijk.

## Ontstaansgeschiedenis
De Natuurschoonwet is in de jaren twintig van de twintigste eeuw ontstaan op initiatief van de volksvertegenwoordiging naar aanleiding van de dreigende veiling van vele landgoederen en de massale kap van bomen. De achtergrond van het verdwijnen van de landgoederen was gelegen in de Eerste Wereldoorlog die het nodig had gemaakt de belastingen in Nederland fors te verhogen. Landgoedeigenaren werden sindsdien getroffen door hogere aanslagen in de toenmalige vermogensbelasting en zwaardere successierechten. Om die te kunnen betalen deden zij hun landgoed perceelsgewijs in de verkoop en veilden zij ook de waardevolle grote bomen. Onder druk van parlement en publieke opinie zette de regering diverse commissies aan het werk om met voorstellen te komen die de belastingdruk voor de landgoedeigenaars konden verlichten. Hun werk resulteerde in de Natuurschoonwet die met unanieme steun van het parlement in 1928 in werking trad.
De wet richtte zich voornamelijk op het beschermen van bossen en lanen met mooie bomen. De kern van de wet was, dat de fiscus voor het vaststellen van de waarde van landgoederen en buitenplaatsen niet meer uitging van de verkoopwaarde maar van de bestemmingswaarde. Dit wil zeggen: de waarde van het landgoed wanneer het voor de duur van ongeveer een generatie (25 jaar) als landgoed intact bleef en als zodanig werd geëxploiteerd. Het landgoed moest intact blijven, er mochten geen gebouwen op het landgoed verrijzen, en ook geen pretparken. Voor het kappen van bomen golden strenge restricties en bos en bomen moesten fatsoenlijk worden onderhouden. Als de eigenaar zijn landgoed voor een klein bedrag openstelde voor het wandelende publiek, vergrootte dat zijn belastingvoordeel. Die openstelling van landgoederen en buitenplaatsen voor wandelaars was een lang gekoesterde wens van het parlement en was in feite de tegenprestatie van de eigenaar voor zijn belastingvoordeel.
In de praktijk bleek de Natuurschoonwet goed te werken. De bestemmingswaarde van de meeste landgoederen kwam op 50 à 75% van de verkoopwaarde te liggen wat dus leidde tot een interessante verlaging van de belastingaanslag. Tot de Tweede Wereldoorlog, dus in ruim 10 jaar tijd, kwamen er meer dan 400 landgoederen en buitenplaatsen met een gezamenlijke omvang van ruim 55.000 hectare onder de wet. Hiervan was ongeveer 70% opengesteld voor het wandelende publiek. Na de Tweede Wereldoorlog zou de groei doorzetten tot 100.000 hectare in 1951. Dat was toen ongeveer twee derde van het particulier bosbezit in Nederland. In 1989 beschermde de NSW nog steeds ca.100.000 hectare, maar het aantal beschermde landgoederen steeg tot ongeveer 1.000. Aan de ene kant kwamen er weliswaar steeds meer kleinere landgoederen onder de wet, maar aan de andere kant werden veel grote historische landgoederen aan de wet onttrokken. Zij vielen toe aan stichtingen en natuurbeschermingsorganisaties voor wie de wet nauwelijks praktische betekenis had.
In de decennia daarna zouden de belastingvoordelen voor landgoederen steeds gunstiger worden. In 1995 werd de Natuurschoonwet grondig herzien en werd het voor particulieren aantrekkelijker natuurschoon te beschermen. Dit had tot gevolg dat het aantal hectare onder de wet in 2007 was toegenomen tot meer dan 117.000.